# Famille d'Hygie
La famille d'Hygie est une famille d'astéroïdes de la ceinture principale ; ses membres sont sombres et du type C ou  type B. Ils représentent environ 1 % des membres de la ceinture principale.
Le membre le plus important est (10) Hygie.

## Caractéristiques
Cette famille semble être le résultat d'un impact sur Hygie. Cependant, deux corps de plus de 70 km de diamètre paraissent étonnamment grands pour avoir été creusés par un impact qui n'aurait pas profondément perturbé le corps de l'objet parent (comparé par exemple à la famille de Vesta, qui ne contient pas de membres supérieurs à environ 10 km de diamètre). Bien qu'ayant un type spectral similaire à Hygie, ils pourraient avoir une autre origine, puisque les astéroïdes carbonés sombres dominent la ceinture principale extérieure. 